# Mesoregion Nord-Goiás
Die Mesoregion Nord-Goiás (portugiesisch Mesorregião do Norte Goiano) war eine von fünf intern-geostatistischen Mesoregionen des Instituto Brasileiro de Geografia e Estatística (IBGE) von 1989 bis 2017 für den brasilianischen Bundesstaat Goiás. Sie gehörte nicht zu den Verwaltungseinheiten Brasiliens und wurde 2017 durch eine andere geostatistische Regionaleinteilung ersetzt.
Nord-Goiás grenzte im Norden an den Bundesstaat Tocantins, im östlichsten Ausläufer an Bahia und im Süden an die Mesoregionen Ost-Goiás sowie Zentral-Goiás und im Westen an Nordwest-Goiás. Nord-Goiás umfasst 27 Gemeinden (port: municípios), welche zwei Mikroregionen zugeteilt waren:
| Mikroregion           | Karte                    | Gemeinden             | Gemeinden    |
| --------------------- | ------------------------ | --------------------- | ------------ |
| Chapada dos Veadeiros |                          | Alto Paraíso de Goiás | Campos Belos |
| Chapada dos Veadeiros | Cavalcante               | Colinas do Sul        |              |
| Chapada dos Veadeiros | Monte Alegre de Goiás    | Nova Roma             |              |
| Chapada dos Veadeiros | São João d’Aliança       | Teresina de Goiás     |              |
| Porangatu             |                          | Alto Horizonte        | Amaralina    |
| Porangatu             | Bonópolis                | Campinaçu             |              |
| Porangatu             | Campinorte               | Campos Verdes         |              |
| Porangatu             | Estrela do Norte         | Formoso               |              |
| Porangatu             | Mara Rosa                | Minaçu                |              |
| Porangatu             | Montividiu do Norte      | Mutunópolis           |              |
| Porangatu             | Niquelândia              | Nova Iguaçu de Goiás  |              |
| Porangatu             | Porangatu                | Santa Tereza de Goiás |              |
| Porangatu             | Santa Terezinha de Goiás | Trombas               |              |
| Porangatu             | Uruaçu                   |                       |              |

In Niquelândia befindet sich ein Tagebau des Unternehmens Anglo American, in dem seit 1982 Nickel abgebaut wird.